# Anti-de-Sitter-Raum
Ein Anti-de-Sitter-Raum (AdS) ist eine maximal symmetrische Raumzeit, bestimmt durch ihre Dimension {\displaystyle d} und einen negativen Wert der kosmologischen Konstante.
Die Namensgebung erfolgte als Gegenstück zum De-Sitter-Raum mit positiver kosmologischer Konstante, benannt nach dem niederländischen Astronomen Willem de Sitter. Ein Anti-de-Sitter-Raum ist ein hyperbolischer Raum zuzüglich einer zeitlichen Dimension. Die Raumkrümmung ist im Raum und in der Zeit konstant, die räumliche Ausdehnung ist zu jedem Zeitpunkt unendlich.
Ein AdS sieht überall und zu allen Zeiten gleich aus, von einer Raum-Expansion oder -Kontraktion zu reden ergibt daher keinen Sinn – im Gegensatz zum de-Sitter-Raum oder zum beobachteten Universum.
Trotz dieses Unterschieds erweist sich der Anti-de-Sitter-Raum bei der Suche nach Quantentheorien für Raumzeit und Gravitation als sehr nützlich. So ist das Universum in den Randall-Sundrum-Modellen ein fünfdimensionaler Anti-de-Sitter-Raum.
Physikalisch ist die konstant negative kosmologische Konstante als negative Energiedichte oder als positiver Druck interpretierbar. In den Einsteinschen Feldgleichungen fungiert eine solche Größe als Quelle eines anziehenden Gravitationsfeldes (eine positive kosmologische Konstante oder dunkle Energie wie im De-Sitter-Raum hat dagegen eine abstoßende Wirkung). Ein AdS enthält wie ein De-Sitter-Raum keine Materie; die kosmologische Konstante ist die einzige Ursache der Raumkrümmung.

## Definition

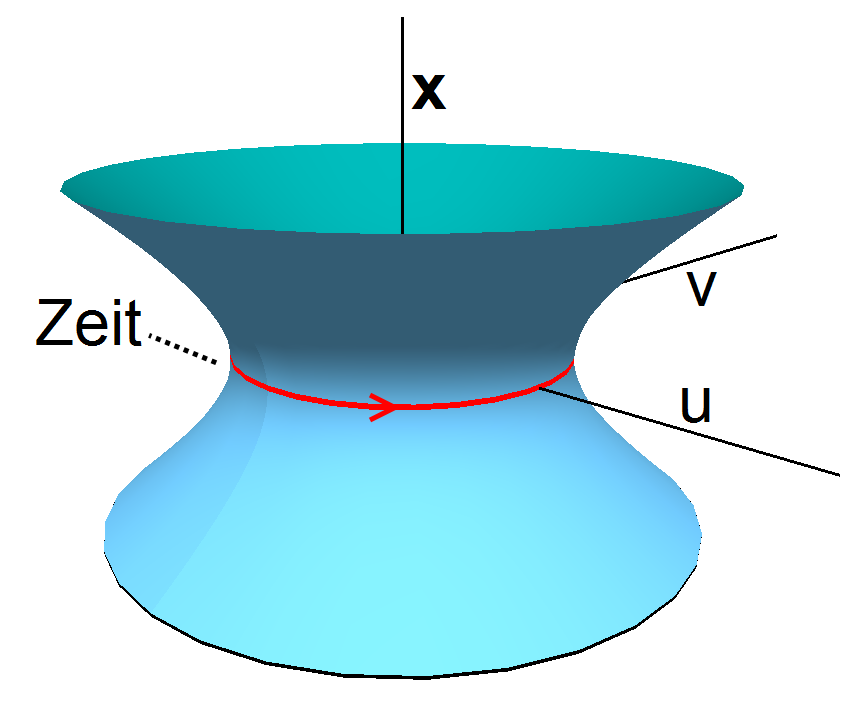
Zweidimensionaler Anti-de-Sitter-Raum als Teilmenge eines dreidimensionalen Raums. Die Zeit wächst in azimutaler Richtung.

Der {\displaystyle d}-dimensionale Anti-de-Sitter-Raum ist definierbar als das Hyperboloid
{\displaystyle u^{2}+v^{2}=\left(a^{2}+{\boldsymbol {x}}^{2}\right)/c^{2},}
mit Linienelement {\displaystyle {{\textrm {d}}\tau }^{2}={\textrm {d}}u^{2}+{\textrm {d}}v^{2}-{\textrm {d}}{\boldsymbol {x}}^{2}/c^{2}}.
Hierbei ist {\displaystyle {\boldsymbol {x}}} ein {\displaystyle d-1}-dimensionaler isotroper räumlicher Vektor, {\displaystyle a} ist eine Konstante, {\displaystyle c} ist die Lichtgeschwindigkeit. Für konstantes {\displaystyle {\boldsymbol {x}}} besteht der Anti-de-Sitter-Raum aus einem Kreis parallel zur {\displaystyle u-v}-Ebene, d. h. die Zeit verläuft in einem Kreis {\displaystyle S^{1}} um das Hyperboloid.
Die Topologie des AdS-Raums ist {\displaystyle S^{1}\times \mathbb {R} ^{d-1}}. Dass die Zeit zyklisch ist, ist kein Problem, da man anstelle des Hyperboloids auch seine universelle Überlagerung verwenden kann.
Die intrinsische Struktur des AdS-Raums kommt besser durch sogenannte globale Koordinaten {\displaystyle (t=a\arctan \left(v/u\right),r=\left|{\boldsymbol {x}}\right|,{\hat {\mathbf {\Omega } }}_{d-2}={\boldsymbol {x}}/r)} zum Ausdruck, d. h. {\displaystyle u={\sqrt {a^{2}+r^{2}}}\cos \left(t/a\right)}, {\displaystyle v={\sqrt {a^{2}+r^{2}}}\sin \left(t/a\right).} Zur Vereinfachung ist hier {\displaystyle c=1} gesetzt. Die Zeitvariable {\displaystyle t} ist {\displaystyle 2\pi a}-periodisch. Das Linienelement wird
{\displaystyle {\textrm {d}}\tau ^{2}=\left(1+r^{2}/a^{2}\right){\textrm {d}}t^{2}-\left(1+r^{2}/a^{2}\right)^{-1}{\textrm {d}}r^{2}-r^{2}{\textrm {d}}\Omega _{d-2}^{2},}
wobei {\displaystyle {\textrm {d}}\Omega _{d-2}^{2}} das Linienelement der {\displaystyle d-2} -dimensionalen Einheitssphäre ist.

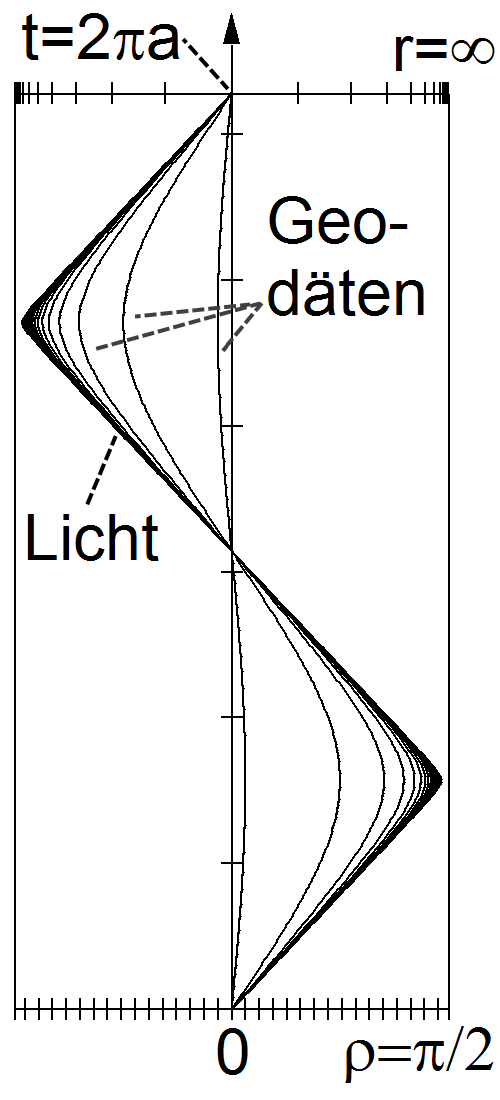
Penrose-Diagramm des Anti-de-Sitter-Raums. Die radiale Richtung ist konform auf ein endliches Intervall kompaktifizert. Alle Geodäten sind periodisch in der Zeit. Masselose Teilchen bewegen sich in diagonaler Richtung und erreichen in einer Periode 2-mal den Rand.

Der kausale Zusammenhang des AdS-Raums ist aus seinem Penrose-Diagramm ersichtlich. Dieses entsteht aus den globalen Koordinaten mit Hilfe von {\displaystyle r=\tan(\rho )}. Die {\displaystyle \rho }-Koordinate kompaktifiziert die radiale Richtung auf das Intervall {\displaystyle |\rho |\leq \pi /2}, das Linienelement erhält bis auf einen konformen Faktor Minkowski-Form. Für Anwendungen ist von Bedeutung, dass der Rand von AdS zeitartig ist und damit als Bühne eines {\displaystyle d-1}-dimensionalen physikalischen Modells in Frage kommt. Austausch von Information mit dem unendlich entfernten AdS-Rand ist in endlicher Zeit möglich; der Rand ist daher auch physikalisch wichtig.

## Poincaré-Koordinaten
Dieser Typ intrinsischer Koordinaten {\displaystyle \left\{X^{1},...,X^{d}\right\}} beschreibt nur eine Hälfte des AdS-Raums, hat aber eine besonders einfache Form für das Linienelement. Es sei {\displaystyle {\boldsymbol {X}}_{\left(d-1\right)}=\left\{X^{1},...,X^{d-1}\right\}} und {\displaystyle {\boldsymbol {X}}_{\left(d-2\right)}=\left\{X^{1},...,X^{d-2}\right\}}. Die Einbettung einer Hälfte des {\displaystyle d}-dimensionalen AdS-Raums in den {\displaystyle d+1}-dimensionalen Raum ist dann mit {\displaystyle X^{d-1}>0} gegeben durch
{\displaystyle {\begin{aligned}{\boldsymbol {x}}&={\frac {1}{2X^{d-1}}}\left\{{\boldsymbol {X}}_{\left(d-1\right)}^{2}-\left(X^{d}\right)^{2}-a^{2},\;2a{\boldsymbol {X}}_{\left(d-2\right)}\right\},\\u&=aX^{d}/X^{d-1},\\v&={\frac {1}{2X^{d-1}}}\left({\boldsymbol {X}}_{\left(d-1\right)}^{2}-\left(X^{d}\right)^{2}+a^{2}\right).\end{aligned}}}
Entsprechend {\displaystyle v-x_{1}=a^{2}/X^{d-1}} überdecken die Poincaré-Koordinaten mit {\displaystyle X^{d-1}>0} die durch {\displaystyle v>x_{1}} bestimmte Hyperboloid-Hälfte. Das Linienelement
{\displaystyle {\textrm {d}}\tau ^{2}={\frac {a^{2}}{\left(X^{d-1}\right)^{2}}}\left(\left({\textrm {d}}X^{d}\right)^{2}-\left({\textrm {d}}{\boldsymbol {X}}_{\left(d-1\right)}\right)^{2}\right)}
ist konform äquivalent zum Minkowski-Linienelement. Für konstante Zeitvariable {\displaystyle X^{d}} handelt es sich um einen hyperbolischen Raum, beschrieben durch Poincaré-Halbraum-Koordinaten.

## Die besonderen physikalischen Eigenschaften
Wenn man irgendwo frei in einem solchen Raum schwebt, hat man den Eindruck, sich am Boden eines Gravitationspotentials aufzuhalten: jedes Objekt, das man fortschleudert, kehrt zurück. Die Zeit bis zur Rückkehr hängt nicht von der Wucht des Wurfs ab: Das Objekt entfernt sich auf seiner Rundreise zwar desto weiter, je mehr Schwung man ihm gibt, aber die Rückkehrzeit bleibt stets dieselbe. Wenn man einen Lichtblitz aussendet, der aus Photonen mit der maximal möglichen Geschwindigkeit besteht, so entfernt er sich unendlich weit und kehrt dennoch in endlicher Zeit wieder zurück. Der Grund für dieses seltsame Phänomen ist eine Art Zeitkontraktion, die mit der Entfernung vom Beobachter zunimmt.

## Instabilität
2018 bewies Giorgios Moschidis die Instabilität von Anti-de-Sitter-Raum-Zeiten (AdS) für sphärisch-symmetrische Geometrie und ein spezielles, in Modellen der Allgemeinen Relativitätstheorie häufig verwendetes Materiemodell (Vlasov-System, verwendet z. B. für Dynamik von Sterngruppen mit Vernachlässigung von Kollisionen und Wechselwirkung über gemeinsames Gravitationsfeld). Vorausgegangen waren Spezialfälle, hier war aber erstmals ein Beweis bei einem wohlgestellten Anfangswertproblem geliefert worden. Moschidis gelang es auch die Instabilität für masselose Skalarfelder zu beweisen, und das Endziel ist der Beweis für den leeren Raum nur mit Gravitationswellen. Vermutet wurde die Instabilität des Anti-De-Sitter-Raumes schon 2006 von Mihalis Dafermos und Gustav Holzegel. Speziell vermuteten sie für die Vakuum-Feldgleichungen mit reflektierenden Randbedingungen in einem AdS, dass schon bei kleinsten Störungen der Anfangsbedingungen sich schwarze Löcher bilden. Weitere Hinweise auf die Instabilität kamen aus Arbeiten von P. Bizon und A. Rostworowski, die einen nichtlinearen Mechanismus der Instabilität ähnlich dem Fall der Turbulenz in der Hydrodynamik vermuteten, bei der Energie von größeren auf kleinere Skalen verteilt wird. Die Stabilität des De-Sitter-Raumes (positive Krümmung) wurde schon 1986 durch Helmut Friedrich bewiesen, die des Minkowski-Raumes (keine Krümmung) Anfang der 1990er Jahre von Demetrios Christodoulou und  Sergiu Klainerman. Anschaulich kann man sich die Entstehung der Instabilität so vorstellen, dass konzentrisch vom Zentrum ausgehende Wellen am Rand zurückreflektiert werden (teilweise durch die Geometrie des Anti-De-Sitter-Raumes bedingt, bei dem wie oben erwähnt Photonen in endlicher Zeit zurückkehren) und zunächst eine Energieübertragung von der auslaufenden zweiten auf die reflektierte erste Welle stattfindet, was sich aufschaukelt. Im Zentrum sind die Wellen konzentriert und die zweite Welle gibt dort mehr Energie an die im Zentrum reflektierte erste Welle ab, so dass deren Amplitude wächst bis sich ein schwarzes Loch ausbildet. Nach Ausbildung eines schwarzen Lochs ist der Raum aber kein Anti-De-Sitter-Raum mehr, da die Krümmung nicht überall gleich ist.

## Geometrische Eigenschaften
Der {\displaystyle d}-dimensionale Anti-de-Sitter-Raum ist eine Lorentz-Mannigfaltigkeit konstanter negativer Schnittkrümmung.
Seine Isometriegruppe ist {\displaystyle PO(d-1,2)}.
Sein Rand im Unendlichen kann mit {\displaystyle \left\{\left[x\right]\in \mathbb {R} P^{d}\colon \langle x,x\rangle =0\right\}} für {\displaystyle \langle x,x\rangle =x_{1}^{2}+\ldots +x_{d-1}^{2}-x_{d}^{2}-x_{d+1}^{2}} identifiziert werden.

## Der Anti-de-Sitter-Raum und die holografische Theorie
Wenn wir den hyperbolischen Raum durch gestapelte Scheiben approximieren, dann gleicht die Anti-de-Sitter-Raumzeit einem Stapel dieser Scheiben, die einen Zylinder bilden. Längs der Zylinderachse vergeht die Zeit.
Am einfachsten ist, sich die Scheiben zunächst als zweidimensional und ihren Rand als Kreislinie vorzustellen. Ein hyperbolischer Raum kann jedoch mehr als zwei Dimensionen haben. Der Anti-de-Sitter-Raum, der unserer Raumzeit mit ihren drei räumlichen Dimensionen am meisten ähnelt, erzeugt eine dreidimensionale Projektion dieser „Scheiben“ als Querschnitt des vierdimensionalen Zylinders.
Im vierdimensionalen Anti-de-Sitter-Raum ist die Grenze des Raums – bezogen auf das Universum – zu jedem Zeitpunkt eine sehr große Kugeloberfläche. Auf dieser Grenze liegt das Hologramm der holografischen Theorie. Dies entspricht der Idee, dass eine Quantengravitationstheorie im Inneren eines solchen Raumes äquivalent zu einer gewöhnlichen Quantenfeldtheorie von Punktteilchen ist, die auf dem Rand gilt. Wenn dies zutrifft, kann man eine relativ gut beherrschbare „Quantenteilchentheorie“ nutzen, um eine hypothetische Quantengravitationstheorie zu definieren, über die wir praktisch nichts wissen.